# میگوهای صاریغی
میگوهای صاریغی (نام علمی: Mysidae) نام یک تیره از راسته صاریغ‌میگوسانان است.